# Armand Parent
Armand Parent (Lieja, Bèlgica, 5 de febrer de 1863 - París, França, 20 de gener de 1925) fou un violinista i compositor belga.
Estudià en el Conservatori de la seva ciutat nadiua, on fou guardonat. El 1822 entrà com a solista en l'orquestra Bilse, de Berlín, i després desenvolupà el mateix càrrec en l'orquestra Colonne, de París, ciutat en la qual fundà un quartet (amb Loiseau, Vieux i Fournier) que li donà una gran reputació i popularitat i exercí una molt gran influència cultural sobre les generacions coetànies de músics i auditors parisencs. Dedicat en primer terme als grans clàssics, Parent inclús fundà una societat consagrada a la interpretació de la música de Mozart, però els seus concerts, de caràcter, com els dedicats cicles als 17 quartets de Beethoven, s'ampliaren ràpidament als romàntics, especialment a Johannes Brahms, obres de cambra per les quals Parent sentia una admiració decidida.
Parent no es limità a la música d'autors famosos, sinó que en els seus programes dedicà un lloc permanent als músics joves, especialment als que provenien de la Schola Cantorum, en la qual figurava des del 1917. Entre els autors donats a conèixer per Parent figuraven els noms d'Ernest Chausson, Albéric Magnard, Albert Roussel, Guillaume Lekeu, Victor Vreuls, Guy Ropartz, Paul Le Flem i Joaquín Turina en sengles composicions de cambra. També estrenà els primers i segons quartets de Vincent d'Indy i la sonata per a violí d'aquest, que li'n fou dedicada. Durant molts anys el Quartet Parent fou l'únic en interpretar aquesta música, així com el quartet de Maurice Ravel.
Invitat per la Societat Filharmònica de Madrid, actuà en el teatre de la Comèdia en els sis primers concerts que va donar aquesta societat, el 1901 (amb Luquin, Denayer, i Baretti), amb l'audició integra dels concerts de Beethoven, per primera vegada, probablement a Espanya.
Armand Parent era un compositor de mèrit i havia escrit un quartet, una sonata per a piano i violí, composicions per a piano i cançons, a més de 20 estudis de virtuositat i d'uns interessants Exercices d'après les 17 Quatuors de Beethoven. El seu mètode didàctic, en el que combinava feliçment els principis clàssics amb les necessitats de la música moderna, va ésser tant fecund com apreciat.